# Giovanni Paolo Zedda
Giovanni Paolo Zedda (Arbus, 8 settembre 1947) è un vescovo cattolico italiano, dal 6 ottobre 2022 vescovo emerito di Iglesias.

## Biografia
È nato ad Ingurtosu, frazione mineraria del comune di Arbus, oggi nella provincia del Sud Sardegna e diocesi di Ales-Terralba, l'8 settembre 1947.

### Formazione e ministero sacerdotale
Ha frequentato il liceo nel seminario diocesano di Villacidro, successivamente ha studiato filosofia e teologia nel Pontificio Seminario Regionale Sardo a Cuglieri, conseguendo la licenza in teologia nel 1970.
Il 28 agosto 1971 è stato ordinato presbitero, nella chiesa di San Sebastiano ad Arbus, dal vescovo Antonio Tedde.
Dopo l'ordinazione è stato nominato viceparroco a Guspini; nel 1972 è stato trasferito, con lo stesso incarico, presso la parrocchia di San Gavino Monreale, dove rimane fino al 1983. È stato insegnante di religione in alcune scuole superiori, dal 1971, e rettore del seminario diocesano di Villacidro dal 1983; ha ricoperto questi due incarichi fino al 1992.
È stato parroco di Santa Barbara a Gonnosfanadiga dal 1991 al 1997, mentre dal 1992 è stato direttore spirituale del seminario diocesano. Dal 1997 al 2005 ha svolto l'incarico di parroco di San Sebastiano ad Arbus.
Al momento della nomina episcopale ricopriva gli incarichi di direttore del Centro diocesano di pastorale vocazionale, dal 1984; di vicario foraneo, dal 1999; di parroco di Santa Chiara Vergine a San Gavino Monreale, dal 2005; di docente all'Istituto di Scienze Religiose, di consultore diocesano, e di membro del Consiglio presbiterale e del consiglio pastorale diocesani.

### Ministero episcopale
L'8 marzo 2007 papa Benedetto XVI lo ha nominato vescovo di Iglesias; è succeduto a Tarcisio Pillolla, dimessosi per raggiunti limiti di età. Il 13 maggio successivo ha ricevuto l'ordinazione episcopale, nell'anfiteatro comunale ad Arbus, da Antonino Orrù, vescovo emerito di Ales-Terralba, co-consacranti Tarcisio Pillolla, suo predecessore, e Giovanni Dettori, vescovo di Ales-Terralba. Il 17 giugno ha preso possesso della diocesi di Iglesias.
È membro della Conferenza episcopale sarda.
Il 23 gennaio 2013 è stato colto da un malore mentre celebrava la messa: è stato subito soccorso da un'ambulanza del 118 e ricoverato nell'ospedale cittadino.
Il 6 ottobre 2022 papa Francesco ha accolto la sua rinuncia, presentata per raggiunti limiti di età, al governo pastorale della diocesi di Iglesias; in attesa della nomina del suo successore è stato designato, come amministratore apostolico, il cardinale Arrigo Miglio, arcivescovo emerito di Cagliari. L'11 dicembre seguente, con una celebrazione eucaristica nella cattedrale di Santa Chiara, si è congedato dalla diocesi, ricevendo i saluti e gli omaggi dal clero, dalle autorità civili e militari e dal popolo di Dio.

## Genealogia episcopale
La genealogia episcopale è:
- Cardinale Scipione Rebiba
- Cardinale Giulio Antonio Santori
- Cardinale Girolamo Bernerio, O.P.
- Arcivescovo Galeazzo Sanvitale
- Cardinale Ludovico Ludovisi
- Cardinale Luigi Caetani
- Cardinale Ulderico Carpegna
- Cardinale Paluzzo Paluzzi Altieri degli Albertoni
- Papa Benedetto XIII
- Papa Benedetto XIV
- Cardinale Enrico Enriquez
- Arcivescovo Manuel Quintano Bonifaz
- Cardinale Buenaventura Córdoba Espinosa de la Cerda
- Cardinale Giuseppe Maria Doria Pamphilj
- Papa Pio VIII
- Papa Pio IX
- Cardinale Alessandro Franchi
- Cardinale Giovanni Simeoni
- Cardinale Antonio Agliardi
- Cardinale Basilio Pompilj
- Cardinale Adeodato Piazza, O.C.D.
- Cardinale Sebastiano Baggio
- Arcivescovo Ottorino Pietro Alberti
- Vescovo Antonino Orrù
- Vescovo Giovanni Paolo Zedda